# 恋のアメリカン・フットボール
「恋のアメリカン・フットボール」（こいのアメリカン・フットボール）は、1974年6月25日に発売されたフィンガー5の5枚目のシングル。

## 解説
本楽曲が発売された1974年のこの年、
- 第16回日本レコード大賞　ヤングアイドル賞受賞。
- 第5回日本歌謡大賞　放送音楽プロデューサー連盟賞受賞。
- 「東映まんがまつり」内で上映された主演短編映画『フィンガー5の大冒険』で、挿入歌として使用、更にザ・ドリフターズ主演の松竹映画『超能力だよ全員集合!!』でも挿入歌として使用されている。

## 収録曲
- 両楽曲共に、作詞：阿久悠／作曲・編曲：都倉俊一

1. 恋のアメリカン・フットボール（2分42秒）
2. おませなデート（2分17秒）

## カバー
- DROPS（2004年）